# Automobil Revue
Die Automobil Revue, auch kurz als AR bezeichnet, ist eine Schweizer Automobilzeitschrift. Sie wurde 1906 gegründet und ist die älteste Autofachlektüre Europas. Der Sitz der Redaktion AR ist in Bern.

## Allgemeines
Die wöchentlich am Donnerstag erscheinende Zeitschrift informiert umfangreich über Themen rund ums Auto. Schwerpunkte sind Neuigkeiten, Testberichte von neuen Modellen, Technik und Motorsport. Neben Neuigkeiten aus der Automobilwirtschaft erscheinen auch regelmässig Ratgeberberichte zu Gebrauchtwagen, Oldtimern und Zubehör.
Zusätzlich sind der Autozeitung auch mehrmals pro Jahr themenbezogene Sonderbeilagen wie zum Beispiel über Nutzfahrzeuge, Cabrios oder auch zum Genfer Auto-Salon beigelegt.
Die Zeitung wird mit einer Auflage von 17'028 Exemplaren für die beiden Sprachen Deutsch und Französisch wöchentlich produziert.

## Automobil Revue Katalog
Der Katalog erscheint jährlich zum Genfer Salon zweisprachig in Deutsch als auch Französisch und ist ein Verzeichnis von Automobilen der größten internationalen Märkte. Es enthält neben den Preisen in der Währung Schweizer Franken technische Spezifikationen fast aller lieferbaren und in Serie gefertigten Fahrzeuge. Zusätzlich enthält er Statistiken über Personenwagenbestände sowohl nach Ländern und Regionen gegliedert als auch kumuliert für die ganze Welt. Dazu finden sich wesentliche Eigenschaften und Testergebnisse von Fahrzeugen, die die Redaktion der Automobil Revue im Laufe des vorausgegangenen Jahres getestet hat. Enthalten sind außerdem technische Entwicklungstendenzen und Innovationen, aber auch Trends im Automobildesign oder Verbesserungen ergonomischer Aspekte.
Die Themen des redaktionellen Anteils wechseln in jeder Ausgabe: Beispielsweise untersuchte die Redaktion 1969 die damals bekannten Radaufhängungen hinsichtlich Einfluss auf die Fahrsicherheit (Schräglenker-, Starr-, Pendelachse u. a.). 1974 verfasste der spätere Motorenbau-Chef des Hauses Mercedes-Benz Dr. Kurt Obländer einen Artikel über die grundsätzlichen Möglichkeiten der Abgasreinigung. Des Weiteren wurden in der gleichen Ausgabe Funktionen eines europaweit einheitlichen Verkehrsfunks dargestellt. Im Jahr darauf schrieb Jacky Ickx einen Essay mit dem Titel "Das Auto, meine Freiheit". 1977 druckte die Automobil Revue Betrachtungen über das Potential für Verbrauchssenkungen durch aerodynamische Ausgestaltung der Karosserie.
Der Katalog enthielt Einlege-Blätter mit dem Titel "Die letzten Neuerungen" mit Hinweisen zu Fahrzeugen, die nach Redaktionsschluss des Katalogs von den Herstellern angekündigt wurden; für den deutschen Markt gab es zusätzlich eine Beilage zu Modell-Preisen in Deutscher Mark.
2019 erschien der fast 400 Seiten umfassende Katalog in der 73. Auflage in getrennten Ausgaben für Deutsch und Französisch. Die Auflage betrug für das Jahr 2019 12'000 Exemplare. Zudem ist eine Online-Version der Datenbank als App (C'archive) verfügbar, welche abhängig vom Abonnement über eine gestufte Datentiefe verfügt und mehrmals pro Jahr aktualisiert wird.
Automobilhistorisch von Interesse ist die zeitgenössische Werbung, welche neben der Darstellung bestimmter Fahrzeuge auch Zubehör, Angebote von Zulieferern (u. a. Kolben, Leuchten, Leichtmetallfelgen, Getriebehersteller, Anbieter für Werkstattausrüstung wie Hebebühnen, Produzenten von Dichtungen) und allgemein die Imagewerbung von Unternehmen umfasste, ohne Nennung einzelner Produkte (z. B. von Karmann, Italdesign, Pininfarina, Bertone, Heuliez).

### Revue Automobile
Die Revue Automobile ist die französischsprachige Ausgabe und wird von einer eigenständigen Redaktion in Zusammenarbeit mit der deutschsprachigen Autozeitung erstellt. Die Zeitung wird mit einer Auflage von 17'028 Exemplaren für beide Sprachen wöchentlich produziert.

## AR/RA Geschichte
Die Automobil Revue bzw. Revue Automobile erschien Anfang 1906 zum ersten Mal. Als Herausgeber zeichnete Otto Richard Wagner (ORW) verantwortlich, der als 21-jähriger Jüngling im Jahre 1897 von Rottenburg am Neckar nach Bern ausgewandert war. 1901 gründete er die Wagnersche Verlagsanstalt, und 1912 vollzog er die Fusion mit Haller und machte die Hallwag (Haller/Wagner) zu einer breit aufgestellten, auch in Druck und Reprografie starken grafischen Unternehmung. Das Verlagsprogramm richtete sich mit der Automobil Revue und der Revue Automobile auf das weitgespannte Spektrum des Automobilwesens mit Karten und Reiseführern. 1934 starb ORW überraschend im Alter von 58 Jahren; sein Sohn, Otto Erich Wagner (OEW) übernahm in der Folge das Steuer im jugendlichen Alter von 24 Jahren.
In der ersten Phase erschien die AR/RA alle zwei Wochen im A4-Format, ab 1920 wurde auf Zeitungsformat und -druck umgestellt. Von 1925 bis 1939 erschienen die AR und die RA gar zweimal pro Woche, dies auch während der Wirtschaftskrise in den dreissiger Jahren. Während dieser Zeit gab es auch monatlich oder alle zwei Monate – je nach Wirtschaftssituation – eine Illustrierte Automobil Revue (A4-Format), die als Vorläufer der ab 1947 aufgelegten, sehr erfolgreichen Katalognummer der AR/RA gelten kann.